# Munda darevskii
Munda darevskii is een rechtvleugelig insect uit de familie krekels (Gryllidae). De wetenschappelijke naam van deze soort is voor het eerst geldig gepubliceerd in 1966 door Bey-Bienko.